# Zapasy na Letnich Igrzyskach Olimpijskich 1976 – kategoria do 68 kg w stylu klasycznym
Zmagania mężczyzn w wadze 68 kg to jedna z dziesięciu męskich konkurencji w zapasach w stylu klasycznym rozgrywanych podczas Letnich Igrzysk Olimpijskich 1976. Pojedynki w tej kategorii wagowej odbyły się w dniach 20 – 24 lipca.

## Klasyfikacja[2]
| Pozycja | Nazwisko             | Kraj              |
| ------- | -------------------- | ----------------- |
| 1       | Suren Nałbandian     | ZSRR              |
| 2       | Ștefan Rusu          | Rumunia           |
| 3       | Heinz-Helmut Wehling | NRD               |
| 4       | Lars-Erik Skiöld     | Szwecja           |
| 5       | Andrzej Supron       | Polska            |
| 6       | Manfred Schöndorfer  | RFN               |
| 7       | Erol Mutlu           | Turcja            |
| 8       | Markku Yli-Isotalo   | Finlandia         |
| 9       | Kim Hae-myeong       | Korea Południowa  |
| 10      | Gian-Matteo Ranzi    | Włochy            |
| 11      | Nedełczo Nedew       | Bułgaria          |
| .       | Pat Marcy            | Stany Zjednoczone |
| 13      | Ferenc Toma          | Węgry             |
| 14      | Jacques Van Lancker  | Belgia            |
| .       | Dżafar Alizade       | Iran              |
| .       | Takeshi Kobayashi    | Japonia           |
| 17      | Sergio Fiszman       | Argentyna         |
| .       | John McPhedran       | Kanada            |
| .       | Erasmo Estrada       | Kuba              |
| .       | Arona Mané           | Senegal           |
| 21      | Muhammad Bahamu      | Maroko            |

## Zasady
Przyjęto zasadę punktów karnych, gdzie zdobycie sześciu punktów lub więcej eliminowało zawodnika z turnieju. Kolejność miejsc medalowych ustalona została w specjalnej rundzie finałowej, z udziałem trzech zawodników z najmniejszą liczbą takich punktów.
- TF — Łopatki
- DQ — Dyskwalifikacja za pasywność
- DNA — Nie przystąpił do walki
- TPP — Punkty karne razem
- MPP — Punkty karne pojedynku

## Punktacja
- 0 — Wygrana na łopatki, przewagę techinczną, pasywność, kontuzję
- 0.5 — Wygrana na punkty  (8-11 punktów różnicy)
- 1 — Wygrana na punkty  (1-7 punktów różnicy)
- 2 — Dyskwalifikacja za pasywność, zwycięzca również był pasywny
- 3 — Przegrana na punkty (1-7 punktów różnicy)
- 3.5 — Przegrana na punkty (8-11 punktów różnicy)
- 4 — Przegrana na łopatki, przewagę techiczną, pasywność, kontuzję

## Wyniki[3]

### Pierwsza runda
| TPP | MPP |                     | Wynik\|Czas |                      | MPP | TPP |
| --- | --- | ------------------- | ----------- | -------------------- | --- | --- |
| 0   | 0   | Pat Marcy           | TF / 5:00   | Muhammad Bahamu      | 4   | 4   |
| 3   | 3   | Manfred Schöndorfer | 4 - 6       | Heinz-Helmut Wehling | 1   | 1   |
| 0   | 0   | Erol Mutlu          | DQ / 5:10   | Erasmo Estrada       | 4   | 4   |
| 0   | 0   | Markku Yli-Isotalo  | TF / 5:32   | Lars-Erik Skiöld     | 4   | 4   |
| 4   | 4   | Arona Mané          | TF / 1:55   | Dżafar Alizade       | 0   | 0   |
| 0   | 0   | Ferenc Toma         | TF / 5:26   | Sergio Fiszman       | 4   | 4   |
| 0   | 0   | Suren Nałbandian    | DQ / 7:23   | Nedełczo Nedew       | 4   | 4   |
| 4   | 4   | Andrzej Supron      | 1 - 13      | Ștefan Rusu          | 0   | 0   |
| 0   | 0   | Jacques Van Lancker | TF / 2:04   | John McPhedran       | 4   | 4   |
| 0   | 0   | Kim Hae-myeong      | TF / 6:25   | Takeshi Kobayashi    | 4   | 4   |
| 0   |     | Gian-Matteo Ranzi   |             | Bez walki            |     |     |

### Druga runda
| TPP | MPP |                      | Wynik\|Czas |                     | MPP | TPP |
| --- | --- | -------------------- | ----------- | ------------------- | --- | --- |
| 1   | 1   | Gian-Matteo Ranzi    | 10 - 4      | Pat Marcy           | 3   | 3   |
| 4   | 1   | Manfred Schöndorfer  | 7 - 6       | Erol Mutlu          | 3   | 3   |
| 1   | 0   | Heinz-Helmut Wehling | TF / 2:22   | Erasmo Estrada      | 4   | 8   |
| 0   | 0   | Markku Yli-Isotalo   | TF / 0:44   | Arona Mané          | 4   | 8   |
| 4   | 0   | Lars-Erik Skiöld     | 22 - 8      | Dżafar Alizade      | 4   | 4   |
| 4   | 4   | Ferenc Toma          | DQ / 6:56   | Suren Nałbandian    | 0   | 0   |
| 8   | 4   | Sergio Fiszman       | TF / 1:30   | Nedełczo Nedew      | 0   | 4   |
| 4   | 0   | Andrzej Supron       | TF / 5:04   | Jacques Van Lancker | 4   | 4   |
| 0   | 0   | Ștefan Rusu          | TF / 2:49   | Kim Hae-myeong      | 4   | 4   |
| 8   | 4   | John McPhedran       | 2 - 18      | Takeshi Kobayashi   | 0   | 4   |
| 4   |     | Muhammad Bahamu      |             | DNA                 |     |     |

### Trzecia runda
| TPP | MPP |                     | Wynik\|Czas |                      | MPP | TPP |
| --- | --- | ------------------- | ----------- | -------------------- | --- | --- |
| 5   | 4   | Gian-Matteo Ranzi   | TF / 7:14   | Manfred Schöndorfer  | 0   | 4   |
| 7   | 4   | Pat Marcy           | DQ / 4:01   | Heinz-Helmut Wehling | 0   | 1   |
| 3   | 0   | Erol Mutlu          | DQ / 7:08   | Markku Yli-Isotalo   | 4   | 4   |
| 4.5 | 0.5 | Lars-Erik Skiöld    | 13 - 2      | Ferenc Toma          | 3.5 | 7.5 |
| 8   | 4   | Dżafar Alizade      | TF / 2:50   | Suren Nałbandian     | 0   | 0   |
| 7   | 3   | Nedełczo Nedew      | 7 - 9       | Andrzej Supron       | 1   | 5   |
| 0   | 0   | Ștefan Rusu         | DQ / 3:45   | Takeshi Kobayashi    | 4   | 8   |
| 8   | 4   | Jacques Van Lancker | TF / 0:18   | Kim Hae-myeong       | 0   | 4   |

### Czwarta runda
| TPP | MPP |                     | Wynik\|Czas |                      | MPP | TPP |
| --- | --- | ------------------- | ----------- | -------------------- | --- | --- |
| 9   | 4   | Gian-Matteo Ranzi   | DQ / 7:40   | Heinz-Helmut Wehling | 0   | 1   |
| 5   | 1   | Manfred Schöndorfer | 9 - 3       | Markku Yli-Isotalo   | 3   | 7   |
| 6   | 3   | Erol Mutlu          | 7 - 10      | Lars-Erik Skiöld     | 1   | 5.5 |
| 1   | 1   | Suren Nałbandian    | 5 - 3       | Ștefan Rusu          | 3   | 3   |
| 5   | 0   | Andrzej Supron      | TF / 1:47   | Kim Hae-myeong       | 4   | 8   |

### Piąta runda
| TPP | MPP |                      | Wynik\|Czas |                  | MPP | TPP |
| --- | --- | -------------------- | ----------- | ---------------- | --- | --- |
| 9   | 4   | Manfred Schöndorfer  | TF / 4:54   | Lars-Erik Skiöld | 0   | 5.5 |
| 5   | 4   | Heinz-Helmut Wehling | DQ / 7:54   | Ștefan Rusu      | 0   | 3   |
| 2   | 1   | Suren Nałbandian     | 7 - 4       | Andrzej Supron   | 3   | 8   |

### Szósta Runda
| TPP | MPP |                      | Wynik\|Czas |                  | MPP | TPP |
| --- | --- | -------------------- | ----------- | ---------------- | --- | --- |
| 8   | 3   | Heinz-Helmut Wehling | 9 - 12      | Suren Nałbandian | 1   | 3   |
| 9.5 | 4   | Lars-Erik Skiöld     | DQ / 6:53   | Ștefan Rusu      | 0   | 3   |

### Runda finałowa
Zaliczone pojedynki z wcześniejszych rund
| TPP | MPP |                      | Wynik\|Czas |                  | MPP | TPP |
| --- | --- | -------------------- | ----------- | ---------------- | --- | --- |
|     | 1   | Suren Nałbandian     | 5 - 3       | Ștefan Rusu      | 3   |     |
|     | 4   | Heinz-Helmut Wehling | DQ / 7:54   | Ștefan Rusu      | 0   | 3   |
| 7   | 3   | Heinz-Helmut Wehling | 9 - 12      | Suren Nałbandian | 1   | 2   |